# Marvin's Room
Marvin's Room er en amerikansk film fra 1996 instrueret af Jerry Zaks. Filmen er baseret på skuespillet af samme navn, som er skrevet af Scott McPherson. I filmens hovedroller spiller Meryl Streep, Diane Keaton, Robert De Niro og Leonardo DiCaprio. Ud over disse optræder Hume Cronyn, Gwen Verdon, Hal Scardino og Dan Hedaya også i filmen. Musikken er komponeret af Rechel Portman. Carly Simon skrev og sang kendingsmelodien "Two Little Sisters".

## Medvirkende
| Rolle                      | Skuespiller       |
| -------------------------- | ----------------- |
| Hank Lacker                | Leonardo DiCaprio |
| Lee Wakefield Lacker       | Meryl Streep      |
| Aunt Bessie Wakefield      | Diane Keaton      |
| Dr. Wallace "Wally" Carter | Robert De Niro    |
| Marvin Wakefield           | Hume Cronyn       |
| Ruth Wakefield             | Gwen Verdon       |
| Charlie Lacker             | Hal Scardino      |
| Dr. Robert "Bob" Carter    | Dan Hedaya        |

## Handling
Lee og Bessies far har været syg og døende i 17 år. Bessie er i Florida, hvor hun passer sin far med sin tante Ruth. For 20 år siden flyttede Lee til Ohio med sin mand, og hun har ikke haft kontakt til sin familie siden. Bessie er, af sin læge, blevet informeret om at hun har fået leukæmi, og hun har brug for en knoglemarvstransplantation. Bessie spørger derfor sin søster Lee om hjælp. Lee tager hendes to sønner med til Florida for at hjælpe sin søster. Charlie og Hank. Hank er på en mental institution, fordi han har brændt hans mors hus ned. En film om en familie der bliver genforenet.

## Priser og Nomineringer
Nomineringer:
- Academy Award for bedste skuespillerinde til Diane Keaton[hvilken?]
- Golden Globe: Bedste skuespillerinde, Drama til Meryl Streep
- 1997: Screen Actors Guild: Bedste medvirkende[hvilken?]
- 1997: Screen Actors Guild til Diane Keaton
- 1997: Screen Actors Guild til Gwen Verdon

Priser:
- 1997: 20. Internationale Moskva Filmfestival: Gyldne Georgij[1]